# Kassim Doumbia
Kassim Doumbia (Bamako, 6 ottobre 1990) è un calciatore maliano, difensore svincolato.